# Lískovec (Ujčov)
Lískovec (německy Liskowetz) je vesnice, část obce Ujčov v okrese Žďár nad Sázavou. Nachází se asi 1 km na západ od Ujčova. V roce 2009 zde bylo evidováno 57 adres. V roce 2001 zde trvale žilo 106 obyvatel.
Lískovec leží v katastrálním území Lískovec u Nedvědice o rozloze 2,71 km².